# Herman Van de Vijver
Herman Van de Vijver (1946) is een Belgisch auteur en televisieproducer.

## Levensloop
Hij studeerde Germaanse filologie. Hij was werkzaam bij de BRT en diens opvolgers BRTN en VRT als producer bij onder andere de Nieuwsdienst.
Als auteur publiceerde hij voornamelijk over België in de Tweede Wereldoorlog.